# Manoir de la Tour (Le Cheylas)
Pour les articles homonymes, voir Manoir de la Tour.
Cet article concerne le manoir en Isère. Pour le manoir en Dordogne, voir Manoir de la Tour (Sainte-Nathalène).
Le manoir de la Tour est une ancienne demeure fortifiée, des XVe et XVIe siècles, qui se dresse sur la commune du Cheylas dans le département de l'Isère en région Auvergne-Rhône-Alpes.
Le manoir fait l’objet d’une inscription partielle au titre des monuments historiques par arrêté du 18 juillet 1951. Seuls les façades et les toitures sont inscrits.

## Situation
Le manoir de la Tour est situé dans le département français de l'Isère sur la commune du Cheylas. Il est construit en terrain plat.

## Histoire
En 1463, Claude Coct, originaire de la Buissière, obtient par lettres royales l’autorisation d’exploiter les mines de fer comprises dans les châtellenies de Theys, Allevard et Vizille, et de fabriquer de l’acier.
C’est probablement à cette époque que se construit un four à Saint-Vincent-de-Mercuze, pour traiter le minerai acheminé à Saint-Pierre-d'Allevard, à dos de mulets, jusqu’au Cheylas où l’Isère est traversée. Pour parer aux incursions des Savoyards, un ouvrage militaire, le manoir de la Tour, est édifié à proximité du lit de la rivière. En effet, à cette époque, la Savoie, indépendante et très proche, présentait un danger permanent pour les Dauphinois.
Le manoir appartient en 1515 au seigneur et chevalier Sébastien Guiffrey, dont le nom, déjà célèbre au XIIIe siècle, est mêlé à toutes les traditions chevaleresques du Dauphiné. Il y rend l’âme dans la nuit du 15 février 1515. Sa famille est réunie au manoir à cette occasion. Ses deux filles aînées sont en prière dans la chapelle, tandis que la troisième, occupée à enrayer une épidémie de peste dans la chapelle du Prémol, n’a pas pu venir. Sont également présents les époux des deux filles aînées, Pierre de Theys et Georges de Beaumont, seigneur de l’Arthaudière. Après avoir distribué des aumônes et demandé des prières aux religieux de Mians, Sébastien meurt sans avoir revu Guigues, son fils. Il sera enterré aux Chaberts où repose déjà son épouse Lionnette de l’Arthaudière.
Guigues, surnommé « le brave Boutières », guerroie pendant ce temps-là en Italie aux côtés de Bayard et du « Bâtard du fay », seigneur de Mailles. Lorsque Bayard est blessé à Rovasenda, c’est Guigues qui prend le commandement des armées royales. Plus tard, Guigues est blessé en tentant de refouler les Anglais, et, dédaignant le manoir du Cheylas, va s’installer au château du Touvet. Il mourra en 1545, laissant quatre filles et un garçon né au manoir de la Tour, Claude Guiffrey du Cheylas. Mais lorsque sa sœur aînée, unique héritière de tous les biens de la famille, se marie en 1558, il doit abandonner le titre « du Cheylas ». Il sera le dernier noble à le porter.
Le manoir du Cheylas est ensuite utilisé par le connétable de Lesdiguières qui en fait son quartier général lors de la bataille de Pontcharra (ou bataille de Villard-Noir) qui oppose les Dauphinois aux Savoyards en 1591.
Dans le 1er quart du XVIIIe siècle, le manoir est occupé par la famille Merlin. En 1760, un certain Merlin du Cheylas est conseiller au parlement de Grenoble. Il se dit descendant de Claude Guiffrey, ce qui est faux. Il se rendra célèbre en étant le dernier duelliste en Dauphiné. À noter que les duels étaient interdits, et les juges ne plaisantaient pas avec la loi. Le duelliste survivant était pendu puis étranglé par le bourreau... après sa mort.
Cela n’empêcha pas un certain Jacques-François Raymond Merlin du Cheylas, juge de son état, de se battre en duel en 1769. Cet homme peu apprécié car colérique était en plus un tricheur, car pour être sûr de gagner son duel, il s’était muni d’un plastron en fer. Son adversaire ne pouvait donc pas le blesser. Après avoir tué celui-ci, il s’enfuit à cheval. La même année, il fut inculpé de triple crime, duel, assassinat et fuite. Il échappa à la sentence en se réfugiant à Turin. Il revint en France en espérant être amnistié. Mais l’affaire s’éternisant, il se pendit dans sa cellule et on l’enterra discrètement. Mais tout était en fait manigancé depuis le début, et il n’y avait personne dans le cercueil. Personne ne sait ce qu’il est devenu.

La « ferme de la tour » en 1906

## Description
Le manoir de la Tour, peut-être autrefois protégé par des fossés, présente l'élégante façade d'un édifice typique du XVIe siècle, ornée d'une belle tourelle d'escalier avec trois grandes fenêtres à meneaux moulurés en calcaire blanc, hélas dépouillés de leur parure. Ce n’est qu’au XVIIIe siècle que la tour fut recouverte d’un toit.
À l'arrière du bâtiment, sur l'angle sud-ouest, prend place une grosse tour circulaire de 8 mètres de diamètre intérieur, aux murs épais de 1,50 mètre. Percée d'ouvertures semblables à celles du corps de logis et disposées au même niveau, chaînée au mur ouest, cette tour ne peut en aucun cas lui être antérieure, en dépit de sa réputation d'ancienneté.
En fait, c'est à l'intérieur de cette tour que peut être vue la partie la plus ancienne de l'édifice : il s'agit de l'angle sud-ouest d'un bâtiment quadrangulaire de 6 par 9 mètres, aux murs peu épais. Sur les murs sud et ouest ont été alignés ceux du logis du XVIe siècle. Les seules ouvertures caractéristiques appartenant à ce premier bâtiment sont deux archères en trou de serrure, appareillées en tuf, qui n'autorisent pas une datation plus haute que le XVe siècle.
Que penser de la baie géminée surmontée d'un oculus sur la façade principale, à dater plus précocement (fin XIVe siècle) ? Sans doute s'agit-il d'un réemploi : cette ouverture éclairant la chapelle privée laisse supposer l'existence d'un bâtiment antérieur.
Cette chapelle, très exiguë, est couverte d'une croisée d'ogives se réunissant sur le blason des Boutières, qui représente un lion toutes griffes dehors. Une fenêtre donnant dans l’escalier permettait aux domestiques d’assister à la messe.
La cave voûtée est en bon état. Une dalle recouvre un trou qui, aux dires des anciens, pourrait être ce qui reste des oubliettes. Au rez-de-chaussée, on remarque l’emplacement des « bouches à feu » et, chose curieuse, un boulet de canon scellé dans la muraille qui serait un symbole ésotérique de l’époque. En entrant, on découvre un superbe escalier en colimaçon qui dessert les étages. Au rez-de-chaussée, il ne faut pas manquer d’apprécier le plafond à la française de la salle des cuisines. Une chambre présente des poutres fabriquées en trois pièces, travail de charpentiers locaux dont la renommée dépassait nos frontières. La salle des gardes communiquait, par un escalier aujourd’hui muré, avec une salle de police, située dans la tour, sous la chapelle. Au même étage sont implantées les chambres. Celle qui est en façade sud a été une chambre nuptiale, à en juger par les deux cœurs gravés dans la pierre des meneaux, hommage du sculpteur à de jeunes époux.
Des communs construits au XVIIIe siècle encadrent la cour. L’un d'eux abritait une magnanerie (élevage de vers à soie) construite sous Louis XIV.
Le manoir fait l’objet d’une inscription au titre des monuments historiques depuis le 18 juillet 1951.